# 신종감염병
최근 코로나19, 사스(SARS), 조류독감, 에볼라, 웨스트나일 바이러스 등 야생동물과 관련된 새로운 형태의 전염병들이 세계적으로 증가하고 있으며, 이들을 신종감염병(Emerging infectious disease, EID)이라 한다. 이러한 신종감염병은 사회적, 정치적 그리고 경제적 변화와 함께 새로이 발견된 병원체이거나, 옛날부터 존재했지만 새로운 병원성을 획득했거나, 과거에 발생하지 않았던 새로운 지역 또는 새로운 종으로 전파되는 전염성 질병을 말한다. 지난 20년간 신종전염병이 크게 증가한 것은 인간이 자연과 생태계를 변화시킨 것이 그 주원인이라는 견해를 많은 학자들이 밝혔다

## 같이 보기
- 인수공통감염병